# Marco Cassetti
Pour les articles homonymes, voir Cassetti.
Marco Cassetti, né le 29 mai 1977 à Brescia, est un ancien footballeur international italien, évoluant au poste de latéral, défensif comme offensif.

## Biographie
Doté d'un bon physique (1,87 m - 80 kg), possédant une bonne technique, Marco Cassetti est réputé pour ses frappes mi-distance et un esprit toujours porté vers l'offensive ce qui lui permet de marquer un bon nombre de buts pour un joueur qui n'évolue pas en attaque.
Marco Cassetti compte cinq sélections en équipe d'Italie. Il débute lors du match amical disputé à Padoue le 30 avril 2005 contre l'Islande (0-0) et honore sa seconde sélection contre l'Équateur (1-1) lors de la tournée d'été de la Squadra Azzurra sur le continent américain. 
Il devient ainsi le premier joueur de l'US Lecce à porter le maillot de l'équipe nationale. Il n'est cependant pas retenu dans la sélection qui dispute et remporte la Coupe du monde en 2006.

## Clubs
- 1995-1996 : AC Lumezzane (formation)
- 1996-1998 : AC Montichiari (30 matches, 6 buts)
- 1998-2000 : AC Lumezzane (50 matches, 3 buts)
- 2000-2003 : Hellas Vérone (62 matches, 7 buts)
- 2003-2006 : US Lecce (98 matches, 9 buts)
- 2006-2012 : AS Rome (198 matches, 5 buts)

## Palmarès
- Vainqueur de la Coupe d'Italie en 2007 (AS Rome)
- Vainqueur de la Coupe d'Italie en 2008 (AS Rome)
- Vainqueur de la Supercoupe d'Italie en 2007 (AS Rome)